# Exechonellidae
Exechonellidae zijn een familie van mosdiertjes uit de orde Cheilostomatida en de klasse van de Gymnolaemata. De wetenschappelijke naam ervan is in 1957 voor het eerst geldig gepubliceerd door Harmer.

## Geslachten
- Anarthropora Smitt, 1868
- Anexechona Osburn, 1950
- Exechonella Canu & Bassler in Duvergier, 1924
- Stephanopora Kirkpatrick, 1888
- Triporula Canu & Bassler, 1927
- Xynexecha Gordon & d'Hondt, 1997

Niet geaccepteerde geslachten:
- Enantiosula Canu & Bassler, 1930 → Triporula Canu & Bassler, 1927
- Hippexechonella Vigneaux, 1949 → Exechonella Canu & Bassler in Duvergier, 1924